# Goszcz
Goszcz es un pueblo en el distrito administrativo de Gmina Twardogóra, perteneciente al distrito de Oleśnica, Voivodato de Baja Silesia, en el suroeste de Polonia. 
Se encuentra aproximadamente a 4 km al norte de Twardogóra, a 23 km al norte de Oleśnica y a 43 km al noreste de la capital regional, Wrocław .